# Manuel Aguirre de Cárcer
Manuel Aguirre de Cárcer y de Tejada (1882-1969) fue un diplomático y escritor español, embajador en Bélgica e Italia durante la Segunda República y en Francia durante la dictadura franquista.

## Biografía
Nació en 1882. Aguirre de Cárcer, que ingresó en la carrera diplomática en 1904, fue vocal de la Unión Ibero-Americana.
Tras su breve paso por la Subsecretaría del Ministerio de Estado en 1933, ejerció de embajador de España en Bélgica durante la Segunda República, entre 1934 y 1936. Designado embajador en Roma en 1936, tras el golpe de Estado y el comienzo de la Guerra Civil, presentó su dimisión el 28 de julio.
Se incorporó al cuerpo diplomático del régimen franquista en septiembre de 1945 tras un largo proceso instruido por el Tribunal de Revisión de funcionarios diplomáticos. Nombrado delegado en París en mayo de 1947, ejerció de embajador en Francia entre 1951 y 1952.
Falleció en Madrid el 17 de diciembre de 1969.
Casado con María Luisa Alvarado, era por tanto yerno de Juan Alvarado.

## Obras

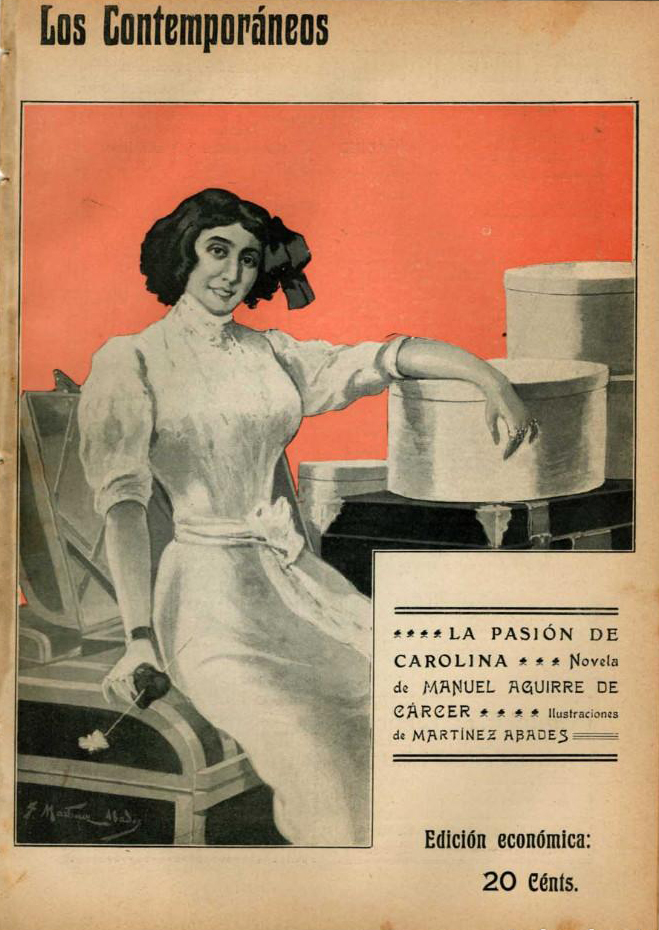
Portada de «La pasión de Carolina» (Los Contemporáneos, 1910), ilustrada por Martínez Abades.

- — (1910). La pasión de Carolina.[9]
- — (1944). Glosa del año 23.[10]
- — (1945). En el estilo de...[11]